# Чубрика
Чу̀брика е село в Южна България, община Ардино, област Кърджали.

## География
| Население по години | Население по години |
| ------------------- | ------------------- |
| 1934 г.             | 692 души            |
| 1946 г.             | 717 души            |
| 1956 г.             | 616 души            |
| 1975 г.             | 613 души            |
| 1985 г.             | 470 души            |
| 1992 г.             | 354 души            |
| 2001 г.             | 177 души            |
| 2011 г.             | 189 души            |
| 2019 г.             | 204 души            |

Село Чубрика се намира в най-източната част на Западните Родопи, при границата им с Източните Родопи, на около 15 km запад-югозападно от град Кърджали, 6 km изток-североизточно от град Ардино и 13 km северозападно от град Джебел.
Съседни населени места на Чубрика, освен град Ардино, са селата Ябълковец на около 2 km северозападно, Кобиляне на около 1 – 2 km на изток-североизток и Ленище на около 2 km на юг-югозапад. През Чубрика минава третокласният републикански път III-865, водещ на изток към Кърджали, а на запад – през Ардино към връзка с второкласния републикански път II-86 преди село Средногорци.
Надморската височина в селото при джамията, до пътя Кобиляне – Ардино (път III-865), е около 728 m, а в най-високата му западна част – около 850 m.

## История
Селото – тогава с име Факръ̀ бунар – е в България от 1912 г. Преименувано е на Чубрика с министерска заповед № 3775, обнародвана на 7 декември 1934 г.
Към 31 декември 1934 г. село Чубрика се състои от махалите Кара Ахмедлер, Кара Мадемлер, Кашикчилар, Набас кьой, Нашец (Хаджилер), Нашинци (Хаджиолар), Новаци (Юкаръ махле), Олевене (Чаушолар), Острене (Терзиолар), Подуево (Коджа велилер) и Пожарци (Чолаклар).
Във фондовете на Държавния архив Кърджали се съхраняват документи от съответни периоди на/за:
- Списък на фондове от масив „K“:

– Частно турско училище – с. Чубрика (Факръ Бунар), Кърджалийско; фонд 247K; 1930 – 1943; Промени в наименованието на фондообразувателя:
> Частно турско училище – с. Факръ Бунар, Кърджалийско (1930 – 1934);
> Частно турско училище – с. Чубрика, Кърджалийско (1934 – 1944);
- Списък на фондове от масив „С“:

– Народно основно училище „А. С. Макаренко“ – с. Чубрика, Кърджалийско; фонд 614; 1944 – 1984;
– Колективно земеделско стопанство – с. Чубрика, Кърджалийско; фонд 1091; 1988 – 1992; Промени в наименованието на фондообразувателя:
> Селскостопанска бригада – с. Чубрика, Кърджалийско (1988 – 1990);
> Колективно земеделско стопанство – с. Чубрика, Кърджалийско (1990 – 1992);
– Групов фонд на детски градини от община Ардино – с.с. Дядовци, Търносливка и Чубрика; фонд 1349; 1976 – 1985.

## Население
Преброяване на населението през 2011 г.
Численост и дял на етническите групи според преброяването на населението през 2011 г.:
|                     | Численост | Дял (в %) |
| Общо                | 189       | 100,00    |
| Българи             | 3         | 1,58      |
| Турци               | 173       | 91,53     |
| Цигани              | 0         | 0,00      |
| Други               | 0         | 0,00      |
| Не се самоопределят | 0         | 0,00      |
| Неотговорили        | 11        | 5,82      |

## Религии
Изповядваната в село Чубрика религия е ислям.

## Обществени институции
Село Чубрика към 2020 г. е център на кметство Чубрика.
В селото има действащо към 2020 г. читалище „Свети Климент Охридски – 1977 г.“ и джамия..